# 鹰爪行动
鹰爪行动（英語：Operation Eagle Claw），是美国政府于1980年4月24日，为解救伊朗人质危机中被伊朗政府扣押的53名人质而采取的军事行动。这次行动以失败告终。
行动的失败直接导致了美國特戰司令部和美国陆军第160特种作战航空团的成立，以及MH-47特戰版直升機改型誕生，雙旋翼較高可靠性的MH-47日後成為大型特戰活動主力，RH-53系列逐步淡化退出陸地和沙漠用途。

## 背景
1979年，伊朗爆發伊朗伊斯蘭革命，由鲁霍拉·穆萨维·霍梅尼所领导的反对派将此前統治伊朗的獨裁者穆罕默德-礼萨·巴列维赶出伊朗，当时美国总统卡特以医疗为由，允许巴列维进入美国治療，結果引發伊朗民眾強烈不滿。
1979年11月4日上午10点30分，大約3,000名武装学生袭击了位于德黑兰的美国大使馆，并劫持馆内66人当作人质。这群学生最后释放了几名妇女和非裔美国人，将剩下的52名美国人囚禁起来。他們要求美国遣返在1月因为身体不佳而离开伊朗的巴列维回國审判。起初美國总统吉米·卡特尝试经由协商讨回人质，但是在1980年4月谈判破裂。于是美國軍方展开一场代号為「鹰爪行动」的援救行动。

## 计划過程
由于伊朗在革命之后就封锁边境、关闭机场，使外界很难蒐集到情报信息。而在当时，美国中央情报局也因为政府删减预算，大举开除了许多调查队员，德黑兰分局也因此关闭，导致难以挽回的后果。在制定「鹰爪行动」时，五角大楼和政治家的官僚主义也不断干预特种部队制定的作战方案。虽然美国也向英国与德国要求情报交流，但两国对此情况也束手无策。而负责执行机密任务的五角大楼裡的陆军、海军、空军和特种部队等各军种正值軍種對立，各方都希望借此争夺主导权，「鹰爪行动」的规模也越搞越大，更制定了几十个作战方案。也因此，只靠三角洲部队的人力不足以执行如此大规模的作战，三角洲部队向美国陆军借调了游骑兵部队和驻扎在德国，数十名专精城市巷战的特种部队成员支援，使得参与「鹰爪行动」的总人数多达200人。
由于五角大楼顾虑到各军种之间的均衡，因此沒有採用适合特种作战的直升机，而是向陆军徵调了大型长距离的RH53D直升机，包含备用机共8架，预计从尼米兹号航空母舰上起飞。至于空军则提供6架C-130运输机，以及预计在德黑兰上空提供掩护的AC-130空中砲艇2架。而尼米兹航空母舰则要派出14架F-14雄貓式戰鬥機，用来掌握制空权。所有参与行动的单位集中在一起，紧急展开训练。特种部队成员也转移到数个营地内，并建立一座1：1的大使馆模型，与陆军直升机的飞行员加入训练。
最后，五角大楼制定以下作战行动
1. 三角洲部隊從德國航線飛到到阿曼的馬西拉機場之後進入伊朗潛伏偵蒐
2. 尼米茲號航空母艦上的8架海軍RH-53D直升机，載著海軍陸戰隊成員前往位於伊朗荒野路旁的「沙漠一號」位置空地，6架空軍C-130運輸機載油和裝備在這著陸等待陸戰隊直升機
3. 直升機到達並加滿油後繼續裝載攻擊小組飛往德黑蘭，將人員投至降落區，直升機偷偷隱藏降落在北方24公里處
4. 天黑之後一名情報員帶著12名戰士去拿6輛卡車，晚上八點所有人登上卡車潛入德黑蘭
5. 晚上十一點多攻擊救援開始，救出人質之後呼叫直升機直達或在備用地點一個足球場接人
6. 在上述同時一支遊騎兵特遣隊襲擊攻佔南方56公里處的曼沙里耶機場，C-141戰略運輸機將入侵並降落以奪取機場控制權
7. 所有人到達曼沙里耶機場搭C-141飛離，而8架直升機則棄置[3]

沙漠一號停泊地點

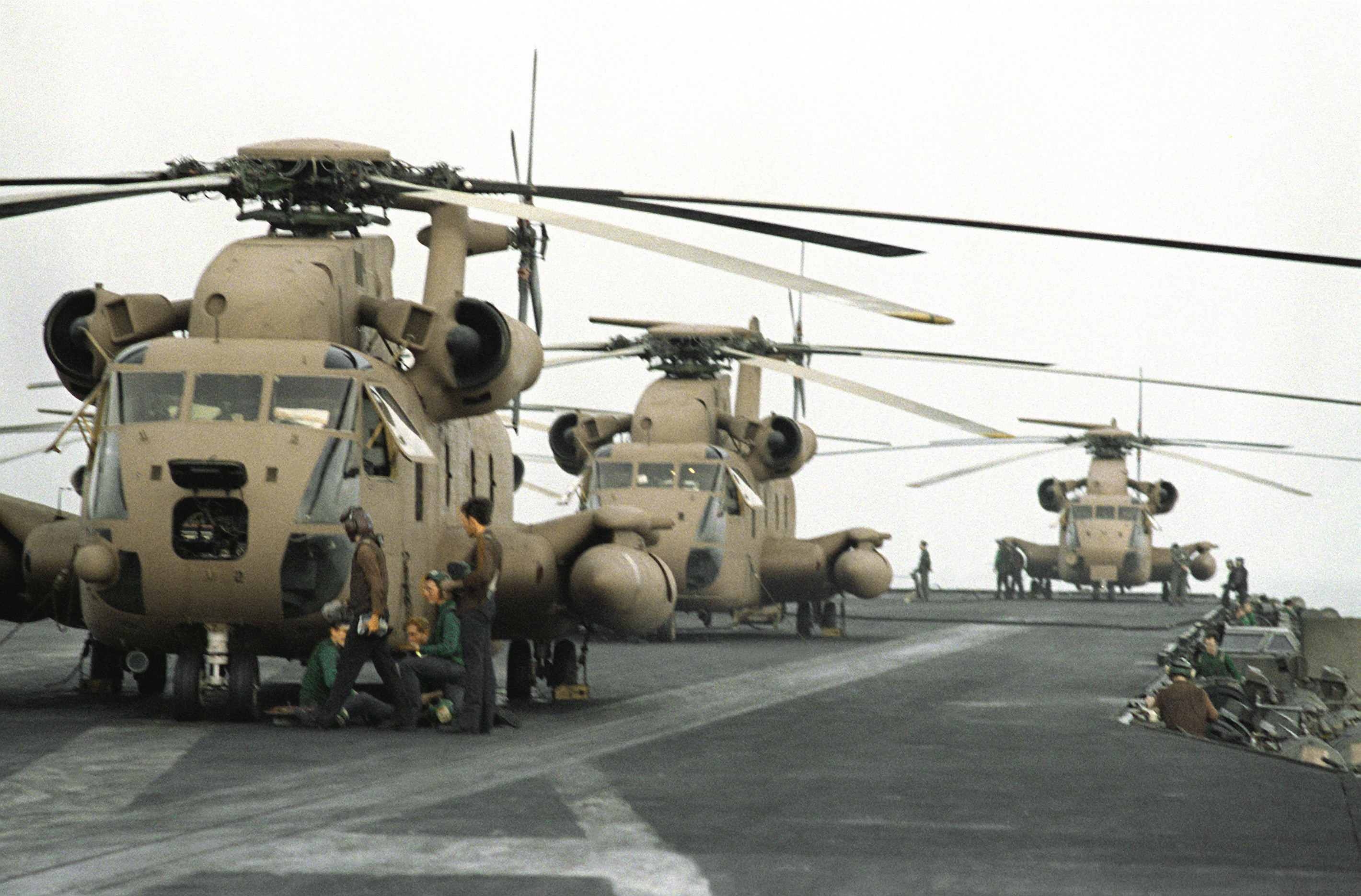
在航母上的RH-53直升機同型

### 出錯
8架直升機從航空母艦起飛後，其中一架因嚴重故障折返，另一架到達沙漠一號後故障只能放棄，兩架遇到沙塵暴後導航系统失靈，中途在沙漠短停後再起飛。直升机从不同方向到达沙漠一號，迟到时间最长达90分鐘。落地後其中一架存在極大的液壓故障風險也得放棄。行動從一开始便損失三架直升機，只有五架繼續任務。
另外，軍種之間的協作亦显露出弊端。三角洲部队的地面部队、美国陆军的直升机、空军的运输机无法直接通讯，因为三方军种使用的通讯频率不同，跨军种之间的通讯都必需先传送到位于埃及的联合特遣部队司令部，然后由空军的战斗管制小组（CCT）转接。这种严重的溝通問題在此刻才被美军参谋部发现，结果快到天亮时，軍隊还沒推进到沙漠二号据点，作战也被临时叫停，准备撤退。凱里上校向埃及總部回報稱這些直升機顯然不適應沙漠天氣，建議放棄任務以避免後續風險，總部同意。
此時，檢查發現五架還能飛的直升機中有一架燃料不足以飛回航空母艦，需要再加油。於是，另一架起飛以低空出靠近運輸機的位置方便加油，此时另一个弊端也在此显露，由于直升机驾驶员沒有实战经验，不熟悉超低飞的飞行技术，同时经过长时间的驾驶已经疲惫不堪，在运输机满载燃油的情况下，在后面加油的直升机因遭到运输机的气流捲入或不明的機械因素突然在空中側翻，撞向一架C-130運輸機後爆炸，沙漠一號一片火海。
特种部队的指挥官沃特担心直升机再次出现故障，便索性直接把四架直升机原地棄置，所有特种部队队员乘搭运输机返回航空母舰。沃特希望航母派攻击机炸毁留在沙漠的直升机和部分物资，但是美国考虑到这可能会造成更为严重的影响而放弃计划。

### 结果
白宫在第二天凌晨1点左右宣布营救行动失败，而伊朗大使馆的人质随后被分散在伊朗各地，使第二次营救行动无法进行。伊朗军方调查人员发现9具尸体，8名美国軍人和1名伊朗平民，在巴士上被俘的44名伊朗平民向目击者讲述了这次行动。
此次事件曝光後成為外交大災難，伊朗驚覺美國完全視外國領土主權如無物，隨意在別國領土內策畫軍事行動和建立臨時基地，成為兩國後續數十年深刻敵對的標誌性事件之一，並成為伊朗對內宣傳的典型材料。

## 总结
鹰爪行动目的是解救1979年美国驻伊朗大使馆人质，此次行动也是美国陆军三角洲特种部队首次参与行动。
失败的原因分内外，内因是美国决策高层关于是否应该冒着人质生命危险展开军事行动解救而出现严重分歧，最终因行动仓促计划不周漏洞百出导致行动失败，美军的直升机和运输机不仅没能准时抵达目的地执行任务，在前往的道路上更发生飞机相撞和机枪误射的事故。值得注意的是，当时美军运输机还不具备空中加油能力。外因是环境因素，此次行动中，美军战机遭遇了沙漠风暴，导致严重水土不服的美军直升机行动严重迟缓，也导致计划不能如期执行宣告失败。「鹰爪行动」的失败随后被媒体铺天盖地的报道，让卡特政府颜面尽失，严重打击了美国民众对武装力量的信心，从而也让卡特的连任之路失败。
鹰爪行动的失败，被认为是一系列指挥系统矛盾的集中体现。在美国国防部的委托下，时任海军作战部队参谋长詹姆斯·霍洛威成立了调查委员会，霍洛威委员会调查结果认为，军种之间严重缺乏协调统一指挥能力是行动失败的重要因素，并建议国防部应该建立一支反恐联合特遣部队（Counterterrorist Joint Task Force，CTJTF）和一个特种作战咨询小组（Special Operations Advisory Panel）。

### 后来
八名丧生的美国军人在阿灵顿国家公墓设有纪念他们的纪念碑。1980年4月25日，罗伯特·M·邦德少将为他们的悼念宣读了吉米·卡特总统的悼词。他们的尸体被送回美国，并埋葬在全国各地的军人墓地。
海军作战部队参谋长詹姆斯·霍洛威海军上将代表美國參謀長聯席會議在1980年领导了对该行动失败的原因的正式调查。霍洛威在报告中，列举了在任务规划、指挥和控制以及军种间可操作性方面的缺陷，并为重组国防部和1986年的戈德华特－尼科尔斯法案提供了催化剂。

## 参加行动的单位

### 美国空军
- 第1特种作战联队：第8特別行動中隊（EC-130）[21]
- 436军事空运联队[22]
- 437军事空运联队[22]
- 438军事空运联队[22]
- 322空運師[22]

### 美国陆军
- 三角洲部队[23]
- 75游骑兵团[24]

### 美国海军和海军陆战队
- 尼米茲號航空母艦（CVN-68）部署第8艦載機聯隊
- 珊瑚海號航空母艦（CV-43）
- 加利福尼亞號巡洋艦 （CGN-36）
- 格里德利號巡洋艦 （CG-21）

- 沖繩號直昇機平台登陸艦（LPH-3）
- 阿拉莫號船塢登陸艦（LSD-33）
- 聖貝納迪諾號坦克登陸艦（LST-1189）
- 莫比爾號兩棲貨運艦（LKA-115）
- 巴爾貝號護衛艦（FF-1088）
- 德薩斯號核動力導彈巡洋艦（CGN-39）